# Valea Lungă (gmina w okręgu Alba)
Valea Lungă – gmina w Rumunii, w okręgu Alba. Obejmuje miejscowości Făget, Glogoveț, Lodroman, Lunca, Tăuni i Valea Lungă. W 2011 roku liczyła 2907 mieszkańców. 